# Créativité et Développement
Créativité et Développement (также  англ. C&D Entertainment, Creative and Development) — французская  компания по производству анимации, основанная  Жаном Шалопеном совместно с  Бруно Бьянчи и Тэцуо Катаямой в 1987 году и ликвидированная в 1998. В 1996 году Шалопен продал компанию Saban International Paris. На момент продажи библиотека C&D насчитывала до 1200 имевшихся в их собственности эпизодов различных развлекательных программ.

## Продукция и совместное производство
- Диплодоки (1987)
- Леди Кудряшка и игрушечные истории[фр.] (1987)
- Лесная семейка[англ.] (1987)
- Олимпийский вызов (1988; также известен как Lisa ou le rêve olympique, Arisubyeon-ui kkumnamu[3] и The Olympic challenge[4])
- Софи и Виржини[фр.] (1990)
- Новые приключения Хи-Мена[англ.] (1990)
- Мишель Вальян[фр.] (1991)
- Близнецы судьбы[англ.] (1991)
- Магазинчик[англ.] (1991)
- Купидон[фр.] (1991)
- Волшебные супертролли (1991; фр. Les Magic Trolls, англ. Magic Trolls & the Troll Warriors)
- Вокруг света за 80 снов[англ.] (1992)
- Приключения Ти-Рекс[англ.] (1992)
- Приключения Конана-варвара (1992; 2 сезон)
- Король Артур и рыцари без страха и упрёка (1992)
- Бот-мастер[англ.] (1993)
- Маленький зоомагазин[англ.] (1995)
- Жили-были Несси. Тайна одного озера[англ.] (1995)
- Мумии возвращаются![англ.] (1997)